# Willem Verrijdt
Willem Verrijdt (Leuven, 15 juli 1981) is een Belgisch magistraat en rechtsgeleerde.

## Levensloop
Willem Verrijdt liep school aan het Heilige-Drievuldigheidscollege in Leuven en studeerde rechten aan de Katholieke Universiteit Leuven. Van oktober 2004 tot januari 2008 was hij assistent aan het Instituut voor Constitutioneel Recht van de KU Leuven. Vervolgens werd hij in februari 2008 referendaris bij het Grondwettelijk Hof, waar hij op 21 maart 2022 tot rechter werd benoemd. Verrijdt bleef aan het Instituut voor Constitutioneel Recht verbonden, achtereenvolgens als praktijkassistent van februari 2008 tot augustus 2011, vrijwillig wetenschappelijk medewerker van september 2011 tot augustus 2017 en praktijklector sinds september 2017.
Van 2001 tot 2004 was hij tijdens zijn studententijd redactielid, eindredacteur en hoofdredacteur van Jura Falconis. Hij is of was ook redactielid van de Bibliotheek Grondwettelijk Recht, redactielid van Publiek Procesrecht, redactiesecretaris van het Tijdschrift voor Bestuurswetenschappen en Publiekrecht en plaatsvervangend lid van de raad van bestuur van het Federaal Instituut voor de bescherming en de bevordering van de rechten van de mens.